# Mont-Tremblant
Mont-Tremblant è un comune del Canada, situato nella provincia del Québec, nella regione di Laurentides.
La cittadina è dominata dal mont Tremblant, monte alto 968 m e uno delle sommità più alte del Québec meridionale. Il comune venne costituito il 22 novembre 2000 nel quadro del progetto di fusione dei comuni di Saint-Jovite, Saint-Jovite-Paroisse, Mont-Tremblant-Village e Lac-Tremblant-Nord.